# الألوان الأساسية (فلم)
الألوان الأساسية هو فيلم أمريكي صدر عام 1998 من بطولة جون ترافولتا . جاك ستانتون (جون ترافولتا)، حاكم ولاية جنوبية أمريكية، منغمس في الصراع على رئاسة الولايات المتحدة. بدعم من زوجته ( إيما طومسون ) ومجموعة من المتعاونين المقربين، يطمح إلى الرئاسة. يعمل معه أيضًا كمنسق هنري، وهو حفيد شاب أسود مثالي لمدافع عن الحقوق المدنية . في منتصف الحملة، تورط المرشح ستانتون في فضيحة جنسية، مما أجبر عائلته وفريقه بأكمله على توحيد صفوفهم حول الحاكم. الفيلم من بطولة جون ترافولتا وإيما طومسون وبيلي بوب ثورنتون وكاثي بيتس وأدريان ليستر ومورا تيرني ولاري هاجمان . يُفترض أن يكون الفيلم إشارة إلى الحملة الانتخابية للرئيس الأمريكي السابق بيل كلينتون عام 1992، والتي شهدت ظهوره كبطل ومركز الاهتمام في سلسلة من الاتهامات بعلاقات خارج نطاق الزواج.

## ملخص
يركز الفيلم على الحملة الانتخابية المضطربة للمرشح الرئاسي الأمريكي، حاكم ولاية ساوث كارولينا، جاك ستانتون. وبالطبع، أي تشابه مع الواقع ليس محض صدفة، يفترض أنه اشار إلى حملة الرئيس الامريكي السابق بيل كلينتون عام1992 والتى جعلته بطلا ممحورا لسلسة من الاتهامات بعلاقات غير شرعية.

### طاقم العمل
الإخراج: مايك نيكولز
الإنتاج : جوناثان كرين، إيلاين ماكليس
السيناريو: إيلين ماي، جو كلاين 
ماخوذ عن : primary colors( الألوان الأساسية) ل جو كلاين
الموسيقي : راى كودر
التصوير السينمائي: مايكل بالهاوس
المونتج: آرثر شميت
تصميم الازياء : آن روث 
بطولة:
جون ترافولتا 
إيما تومبسون
بيلي بوب ثورنتون
كاثي بيتس
أدريان ليستر
مودينيا تيرني
لاري هاغمان 
البلد: الولايات المتحدة 

سنه الانتاج: 1998